# Carlain Manga Mbah
Carlain Manga Mbah (ur. 13 stycznia 1993 w Duali) – kameruński piłkarz grający na pozycji prawego obrońcy. Od 2019 jest zawodnikiem klubu Union Duala.

## Kariera klubowa
Swoją karierę piłkarską Manga Mbah rozpoczął w klubie Botafogo Duala. W sezonie 2010/2011 zadebiutował w jego barwach w trzeciej lidze kameruńskiej. W latach 2011–2015 był zawodnikiem Coton Sport FC de Garoua. Trzykrotnie wywalczył z nim mistrzostwo Kamerunu w sezonach 2013, 2014 i 2015, wicemistrzostwo w sezonie 2011/2012 oraz Puchar Kamerunu w 2014 roku. W 2016 był piłkarzem New Star FC, a w 2017 - Bamboutos FC. W 2018 roku przeszedł do gabońskiego FC 105 Libreville, a w 2019 do innego klubu z Gabonu, AS Mangasport. W 2019 został graczem Unionu Duala.

## Kariera reprezentacyjna
W reprezentacji Kamerunu Manga Mbah zadebiutował 26 sierpnia 2013 w przegranym 0:1 meczu Mistrzostw Narodów Afryki 2014 z Demokratyczną Republiką Konga, rozegranym w Garui. Od 2013 do 2016 rozegrał w kadrze narodowej 5 meczów.